# IKK Südwest
Die IKK Südwest mit Sitz im saarländischen Saarbrücken ist eine deutsche Innungskrankenkasse, die am 1. Juli 2009 aus der Fusion von IKK Südwest-Direkt und IKK Südwest-Plus entstand. Sie ist für die Bundesländer Hessen, Rheinland-Pfalz und Saarland geöffnet. Als Krankenkasse ist sie eine Körperschaft des öffentlichen Rechts.

## Geschichte
1995 wurde die IKK des Saarlandes mit Sitz in Saarbrücken gegründet. Die IKK Rheinland-Pfalz Sitz in Mainz ging im August 1995 aus der Fusion der IKK Rheinhessen-Pfalz und der IKK Rheinland-Pfalz Nord hervor. Aufgrund der zahlreichen Geschäftsstellen vor Ort zeichnete sich die IKK Rheinland-Pfalz durch einen umfassenden Service aus. Seit dem Jahr 2004 kooperierten die IKK des Saarlandes und die IKK Rheinland-Pfalz miteinander. Die IKK des Saarlandes firmierte noch im selben Jahr unter dem neuen Namen IKK Südwest-Direkt. Die IKK Rheinland-Pfalz firmierte im Jahr 2005 zur IKK Südwest-Plus.
Am 1. Juli 2009 fusionierte die IKK Südwest-Direkt mit der IKK Südwest-Plus zur IKK Südwest. Zum 1. Oktober 2011 wollte sie mit der AOK Saarland und der AOK Rheinland-Pfalz zur Gesundheitskasse Südwest fusionieren. Am 6. September 2011 wurde bekannt, dass die IKK Südwest ihren Antrag auf Genehmigung der Fusion zurückgezogen hat.
Der langjährige Vorstandsvorsitzende, Frank Spaniol, wurde im April 2013 aufgrund eines Betruges fristlos entlassen. In seiner Sitzung am 24. Februar 2014 hat der Verwaltungsrat der IKK Südwest Roland Engehausen (Juli 2014 bis September 2020) und Jörg Loth als neue Doppelspitze in den Vorstand berufen. Am 3. September 2020 wählte der Verwaltungsrat der IKK Südwest den ehemaligen Geschäftsführer und Chief Digital Officer, Daniel Schilling, als neues Mitglied in den Vorstand. Seit 1. Oktober 2020 verantwortet er gemeinsam mit dem langjährigen Vorstand Jörg Loth die Geschicke der Innungskrankenkasse. Roland Engehausen verließ die IKK Südwest Ende September 2020 auf eigenen Wunsch.
Seit dem 1. Oktober 2013 hat die IKK Südwest als erste gesetzliche Krankenversicherung in ihrer Satzung eine teilweise Erstattung von Leistungen aus den Bereichen der Homöopathie und Naturheilverfahren aufgenommen, welche von einem Heilpraktiker erbracht wurden. Das Ministerium für Soziales, Gesundheit, Frauen und Familie in Saarbrücken erteilte als Aufsichtsbehörde die Genehmigung, wenn der Heilpraktiker ein qualifizierter Leistungserbringer im Sinne der Satzung (Verbandszugehörigkeit etc.) ist. Der Umfang der Erstattung beträgt je Versicherten und Kalenderjahr im Bereich Homöopathie/Sonstige Naturheilverfahren maximal 30 Euro je Sitzung, für insgesamt bis zu fünf Sitzungen.

## Zertifizierungen
Im September 2018 erhielt die IKK Südwest das Siegel „Familienfreundliches Unternehmen PLUS“ von der Handwerkskammer des Saarlandes, saar.is, Industrie- und Handelskammer des Saarlandes und der saarländischen Landesregierung verliehen. Im September 2020 hat die IKK Südwest zudem als erste gesetzliche Krankenkasse in Deutschland eine Zertifizierung gemäß DIN SPEC 91020 erhalten. Das Zertifikat, welches für ein gesundheitsgerechtes und leistungsförderndes Arbeitssystem steht, wurde von der Zertifizierungsgesellschaft DQS GmbH verliehen.

## Beitragssätze
Seit 1. Januar 2009 werden die Beitragssätze vom Gesetzgeber einheitlich vorgegeben. Die IKK erhob bis 31. Dezember 2014 keinen einkommensunabhängigen kassenindividuellen Zusatzbeitrag. Seit 1. Januar 2023 erhebt sie einen einkommensabhängigen Zusatzbeitrag in Höhe von 1,65 Prozent des beitragspflichtigen Einkommens.